# Tonbridge Castle
Tonbridge Castle er et slot i byen af samme navn i Kent i England.

## Historie
Efter den normanniske erobring af England fik Richard Fitz Gilbert et stykke land i Kent for at kunne bevogte stedet, hvor man krydsede Medway. Han byggede en simpel motte-and-bailey-befæstning på stedet. For at udgrave voldgraven og opføre motten blev der fjernet omkring 50.000 tons jord. I 1088 gjorde de Clare-familien (efterkommere af Fitz Gilbert) oprør mod Vilhelm 2., og hans hær belejrede borgen. Efter at have modstået den i to dage faldt borgen, og som straf lod kongen brænde slot og by ned til grunden. Før 1100 erstattede de Clare'sne trætårnet med et keep i sten. Det blev forstærket i 1200-tallet, og i 1295 blev der opført en stenmur omkring byen.
Den dobbelttårnede portbygning blev bygget af Richard de Clare, tredje jarl af Hertford eller hans søn Gilbert. Konstrukionen af porthuset tog 30 år, og det stod færdigt i 1260. Porthuset har mange ligheder med dem på Caerphilly Castle, der blev bygget af Gilbert i 1268-1271. Englands segl blev opbevaret her midlertidigt under et af Edwards besøg i Frankrig.
Mellem 1521 og slutningen af 1700-tallet var slottet kun beboet i en kort periode under den engelske borgerkrig. Palæet blev tilføjet 1793. Både slot og palæ er Grade I-listede bygninger.
Området blev købt af byrådet i 1900, som nu bruger palæet til kontorer, og som har gjort udendørsområderne til en offentlig park.
Slottet er også start på en knap 10 km lang cykelrute til Penshurst Place, The Tudor Trail.